# Pedersöre gymnasium
Pedersöre gymnasium är beläget i Bennäs, Finland. Elevantalet var 131 år 2023. Ungefär 40-50% av eleverna från grundskolan väljer att fortsätta sina studier vid Pedersöre gymnasium.
Gymnasiet ligger på Sursikbacken med nära tillgång till gym, idrottsarena, ishall och bollhall. Skolan erbjuder en idrottslinje och en danslinje där studerande kan kombinera sina akademiska studier med sina intressen.
Studerande har möjlighet att delta i frivilliga resor, såsom utbyten till Frankrike och studieresor till Tyskland.
Antagningskraven för 2024 var ett medeltal på 7 för den allmänna linjen och 7,08 för idrottslinjen, jämfört med 7,75 år 2023.
Vid studentskrivningarna 2024 erhöll gymnasieeleverna det högsta resultatet i landet i psykologi (på svenska).

## Historik
Pedersöre gymnasium startade hösten 1976 och flyttade in i en ny byggnad samma höst. Läsåret 1982-83 öppnades en tillbyggnad, och inför läsåret 1998-99 renoverades och förstorades skolans utrymmen.

### Rektorer
- Edgar Stenbacka (1976–1977)
- Lisbeth Jungner (1977–1979)
- Ragne Kommonen (1979–1985)
- Leif Back (1985–2003)
- Annette Forsman-Sundvik (2003–2018)
- Monika Eklund-Laurila (2018–)[6]